# Leprechaun
Un leprechaun (irlandeză: leipreachán) este un tip de spiriduș din folclorul irlandez, având, de obicei, forma unui om bătrân, îmbrăcat într-o haină de culoare roșie sau verde, care se bucură de răspândirea răului. Ca și alte creaturi din basme, acești spiriduși au fost asociați cu Tuatha Dé Danann (oamenii/tribul zeiței Danu) din mitologia irlandeză. Un leprechaun își petrece tot timpul pentru a face de zor pantofi și pentru a depozita toate monedele sale într-o oală de aur ascunsă la capătul curcubeului. Dacă este prins vreodată de un om, un leprechaun are puterea magică de a-i acorda trei dorințe în schimbul eliberării sale. Descrierile populare îl prezintă ca fiind de înălțimea  unui copil mic, cu barbă și pălărie.

## Etimologie
Cuvântul leprechaun  care este descris ca fiind de natură Anglo-Irlandeză, are bază origini din Irlandeza Veche. 

## Vezi și
- Leprechaun (serie de filme)
- Clurichaun